# Prunus cerasifera
L'àmolo (Prunus cerasifera Ehrh., 1784), detto anche mirabolano, brombolo, marusticano, susinciliegio o semplicemente rusticano, è una pianta appartenente alla famiglia delle Rosaceae. È un albero da frutto, ma spesso è usato anche come ornamentale.

## Descrizione

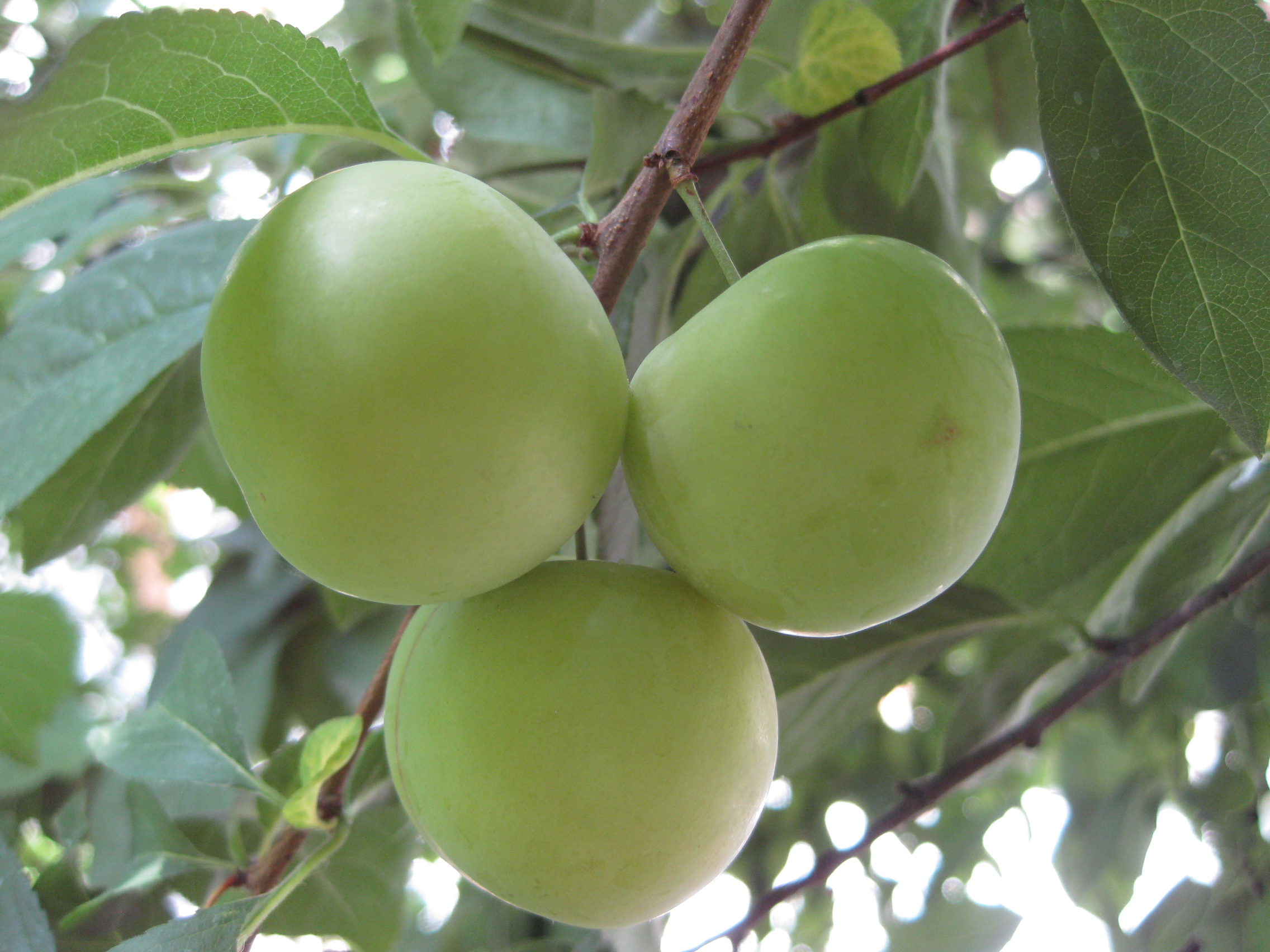
Frutti acerbi dell'àmolo sulla pianta

Si tratta di un albero o un grosso arbusto, appartenente alle latifoglie e con fogliame deciduo, alto fino a 6-7 metri, con chioma globosa espansa di colore verde chiaro (rosso nella varietà 'Pissardii'). Ha tronco eretto, sinuoso, presto ramificato, con corteccia di colore bruno-rossiccio, fessurata e squamata negli esemplari adulti.
Le foglie sono ovate o ellittiche, grandi fino a 4x6 cm, con apice affusolato e margine seghettato; pagina superiore è di colore verde (rosso nella varietà 'Pissardii'), pagina inferiore più chiara, con peli lungo le nervature.
L'àmolo ha fiori che variano dal bianco al rosa, con un diametro compreso tra i 2 e i 2,5 centimetri, inseriti singolarmente su corti piccioli. Fiorisce in marzo-aprile, prima o assieme alla comparsa alle foglie.
I frutti, detti àmole, sono drupe rotonde del diametro di 2–3 cm, di colore giallo o rosso cupo. Sono simili alle ciliegie, ma all'interno ricordano le prugne. Aspri da acerbi, diventano dolci raggiunta la maturazione.

## Distribuzione e habitat
Il mirabolano è tipico dell'Europa centrale ed orientale e dell'Asia centrale e sud-occidentale. Si trova diffuso allo stato selvatico anche in Italia.

## Coltivazione
È un albero rustico, non ha bisogno di molte annaffiature, è resistente a molti parassiti, non teme il freddo ed è adattabile a diversi suoli. Viene usato soprattutto come pianta portainnesti per alcune specie di Prunus coltivate. È inoltre molto impiegato come pianta ornamentale per i parchi, i giardini e le siepi, nelle varietà con foglie colorate.

## Usi

### Cucina
Viene apprezzato per i frutti, che maturano a giugno-luglio (a seconda delle varietà) e possono essere usati per preparare confetture. Hanno un ruolo importante nella cucina georgiana, in cui vengono utilizzati per la produzione della salsa t'q'emali e per la preparazione di piatti come la zuppa kharcho e lo stufato chakapuli. Nella cucina azera vengono consumati sotto forma di salsa o come condimento per zuppe e piatti a base di pesce.
La pianta è mellifera, i fiori sono molto bottinati dalle api, ma non si riesce a produrne miele monoflorale per la limitata diffusione della specie.